# Doris Bures
Doris Bures, née le 3 août 1962 à Vienne, est une femme d'État autrichienne, membre du Parti social-démocrate d'Autriche (SPÖ).
Elle est présidente du Conseil national d'Autriche entre 2014 et 2017.

## Biographie

### Premiers engagements
Elle est diplômée d'une école de commerce. En 1980, elle est élue membre du secrétariat fédéral des Jeunesses socialistes (SJ), organisation de jeunesse du SPÖ.

### Premiers mandats et ascension
En 1987, elle est élue à l'assemblée d'arrondissement de Liesing. Elle préside par la suite la section du SPÖ dans ce quartier de Vienne. À l'occasion des élections législatives du 7 octobre 1990, elle est élue députée fédérale au Conseil national. Elle est réélue en 1994, 1995 et 1999.
Après qu'Alfred Gusenbauer a été élu président fédéral du Parti social-démocrate, il la choisit à 38 ans comme nouvelle secrétaire générale. Elle conserve son mandat parlementaire en 2002.

### Ministre fédérale
À la suite des élections législatives du 1er octobre 2006, Gusenbauer forme le 11 janvier 2007 un gouvernement de grande coalition. Doris Bures est alors nommée ministre fédérale des Femmes, des Médias et de la Fonction publique. Le 1er juillet 2008, Heidrun Silhavy lui succède afin qu'elle puisse retrouver deux mois plus tard ses fonctions de secrétaire générale du SPÖ, sous la présidence de Werner Faymann.
Après que Faymann a constitué son premier gouvernement de grande coalition, suivant les élections législatives anticipées du 28 septembre 2008, Doris Bures devient le 2 décembre ministre fédérale des Transports, de l'Innovation et de la Technologie. Elle est confirmée dans ses fonctions cinq ans plus tard, dans le gouvernement Faymann II.

### Présidente du Conseil national
Elle démissionne du cabinet le 1er septembre 2014 et postule le lendemain au poste de présidente du Conseil national. Élue avec 78 % des voix, elle prend la succession de Barbara Prammer, morte le mois précédent d'une longue maladie.
À ce titre, à compter du 8 juillet 2016, depuis l'expiration du mandat de Heinz Fischer, elle fait partie, avec les deux autres présidents du Conseil national, Karlheinz Kopf et Norbert Hofer, du collège qui assure les fonctions de président fédéral de l'Autriche, par intérim, en raison de l'invalidation du second tour de l'élection présidentielle autrichienne de 2016.